# Atom-U-Boot

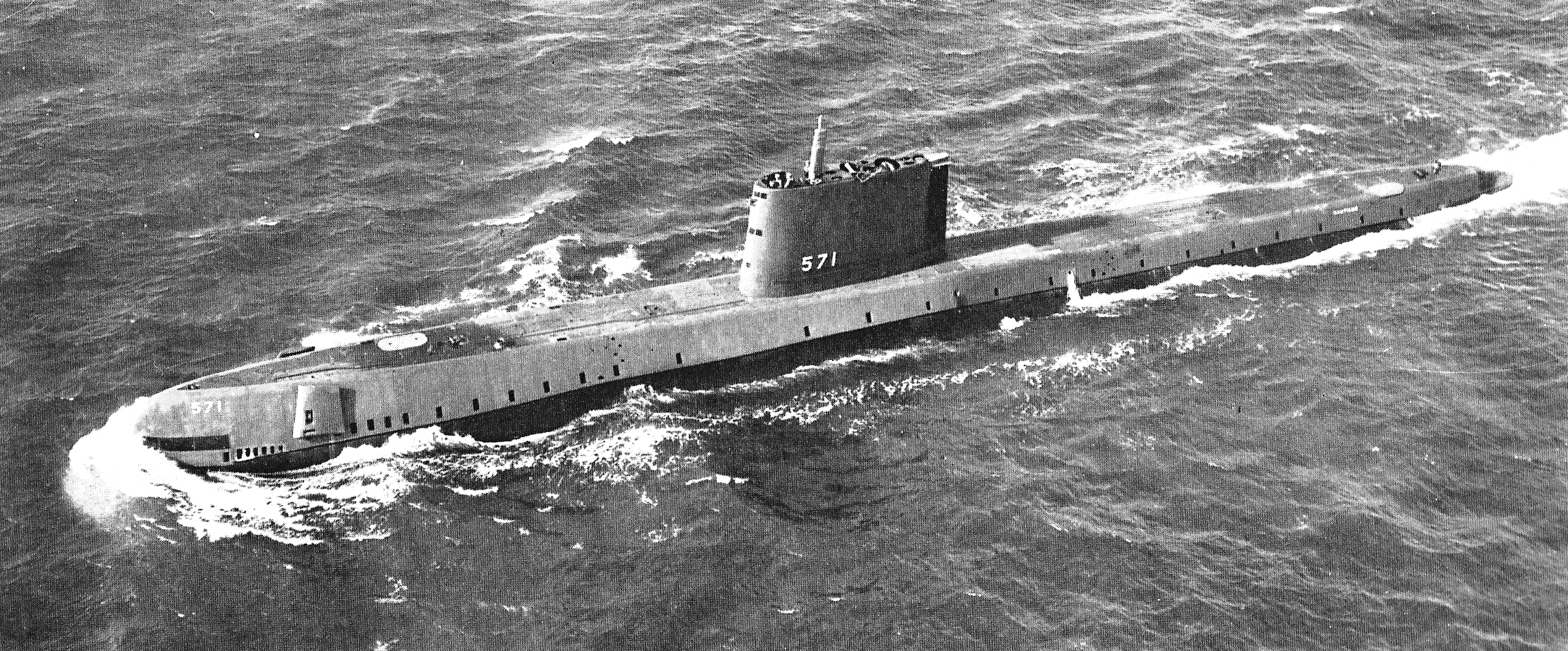
Die Nautilus, das erste Atom-U-Boot

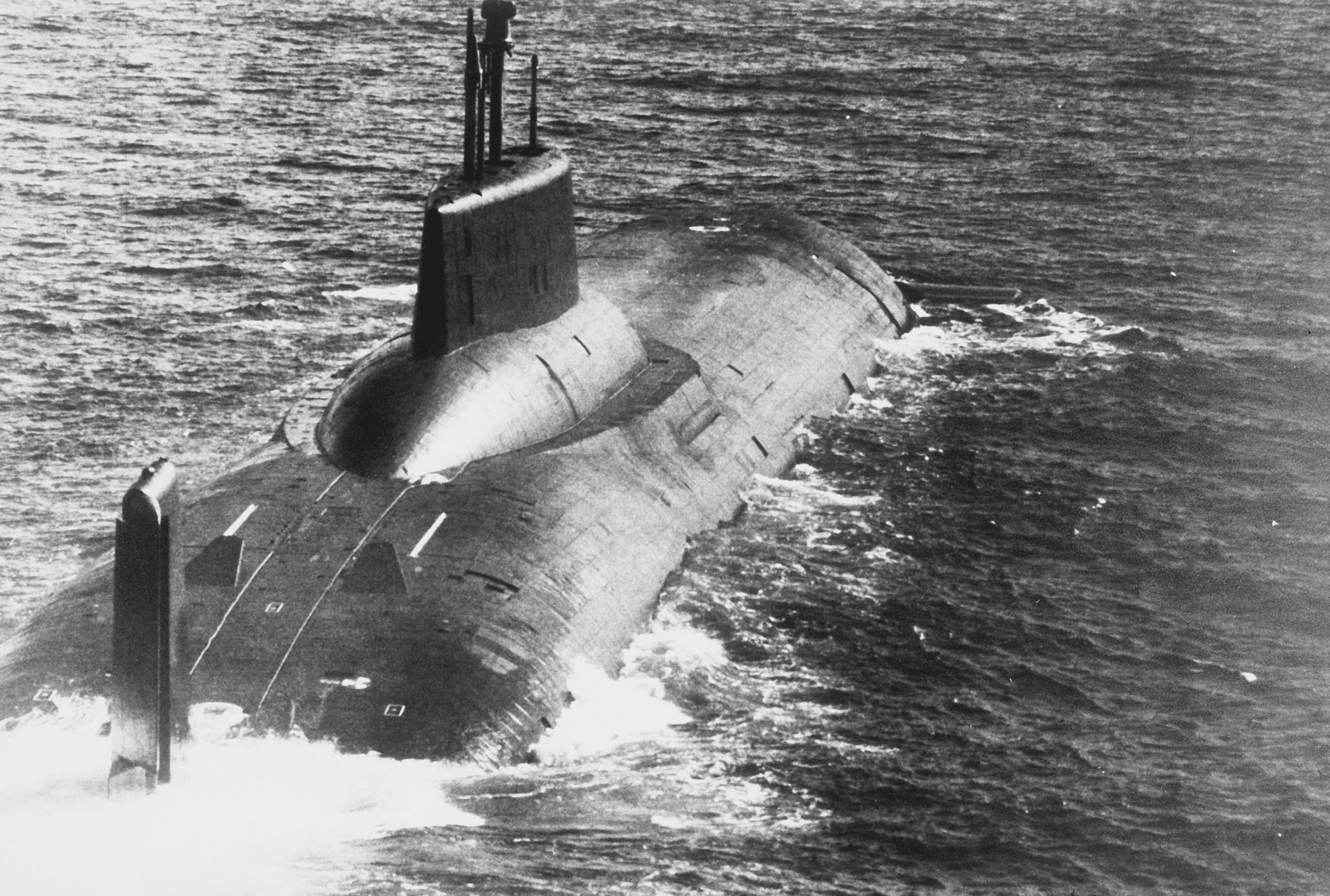
Die größten U-Boote: die sowjetischen bzw. russischen Projekt 941

Ein Atom-U-Boot ist ein Unterseeboot, das die Energie für seinen Antrieb und seine Bordsysteme aus mindestens einem Kernreaktor bezieht (Kernenergieantrieb). Der Begriff bedeutet nicht, dass das U-Boot Atomwaffen mit sich führt (siehe dazu U-Boot mit ballistischen Raketen). Umgekehrt ist ein konventionell angetriebenes U-Boot mit nuklearer Bewaffnung kein Atom-U-Boot. Mit der amerikanischen Nautilus wurde am 30. September 1954 das erste Atom-U-Boot in Dienst gestellt. Gegenwärtig betreiben sechs Nationen nuklear getriebene Boote; dies sind die Vereinigten Staaten von Amerika, Russland, Frankreich, Großbritannien, die Volksrepublik China und Indien. Alle diese Länder sind auch im Besitz von Atomwaffen, wobei Indien als einziges dieser Länder nicht am Atomwaffensperrvertrag teilnimmt. Die australische und die brasilianische Regierung planen den Erwerb eigener nuklear angetriebener aber nicht nuklear bewaffneter U-Boote. Beide Länder verfügen nicht über Atomwaffen.
Atom-U-Boote haben gegenüber den meist kleineren und kostengünstigeren U-Booten mit konventionellen Antrieben, wie etwa dem dieselelektrischen Antrieb, vor allem die Vorteile einer fast unbeschränkten Reichweite und der praktisch nur durch die Nahrungsvorräte an Bord begrenzten Tauchgangsdauer.

## Geschichte

### Entwicklungsgeschichte

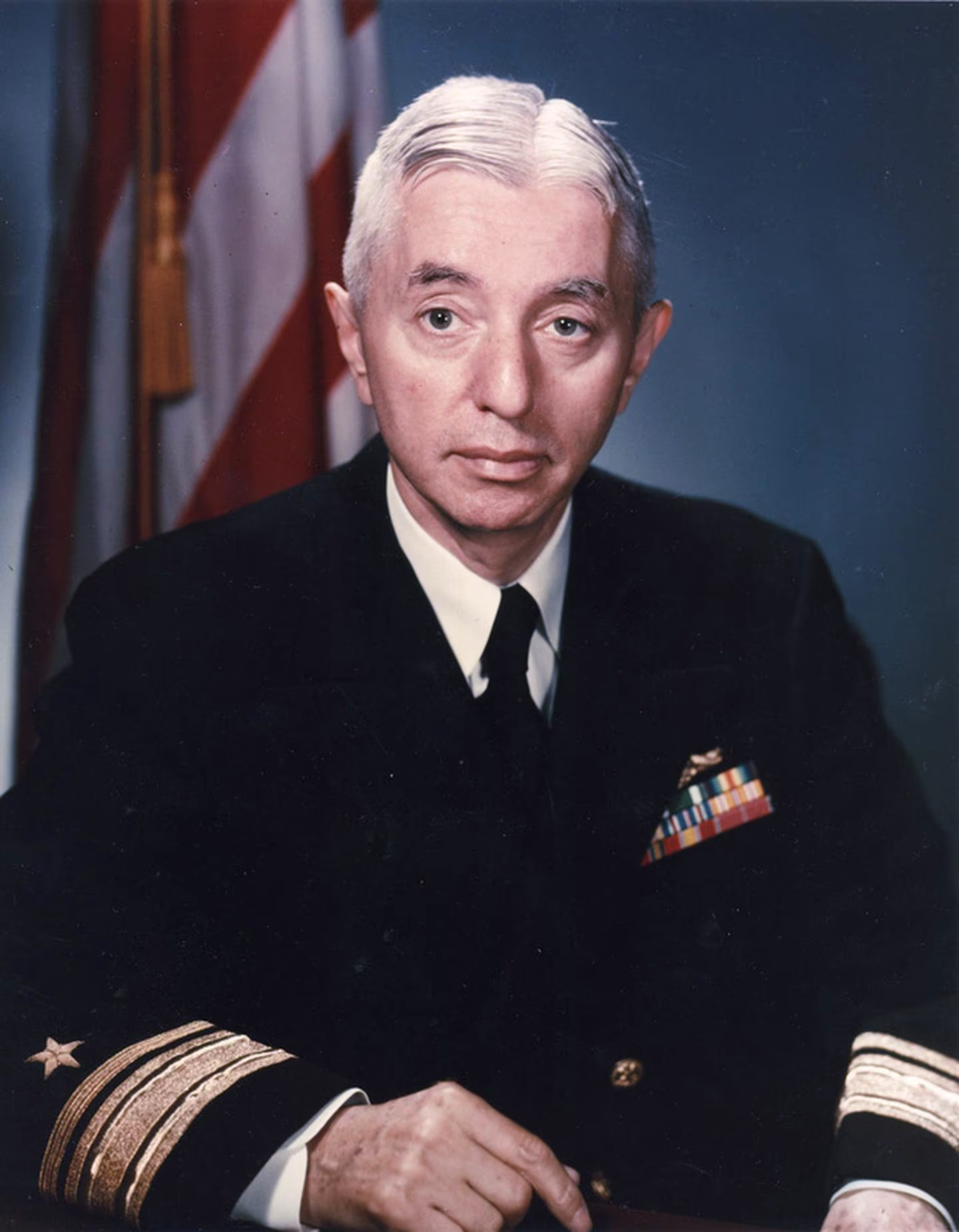
Hyman Rickover trieb den Bau des ersten Atom-U-Bootes voran.

Die Entwicklung der Atom-U-Boote begann nach Ende des Zweiten Weltkrieges in den Vereinigten Staaten. Der amerikanische Physiker Philip Hauge Abelson beschäftigte sich mit maritimer Antriebstechnik und in diesem Rahmen auch mit der Möglichkeit, einen Reaktor in einem U-Boot unterzubringen. Zur gleichen Zeit waren auf diesem Gebiet die United States Atomic Energy Commission und das Bureau of Ships der United States Navy tätig.
In diesen Behörden verfolgte vor allem der spätere Admiral und sogenannte „Vater der Nuklearmarine“ Hyman Rickover die Idee eines nuklear angetriebenen U-Bootes. Auf Basis von Abelsons Forschungsergebnissen entwarf eine Gruppe um Alvin M. Weinberg schließlich einen Reaktor für Unterseeboote. Der Kongress der Vereinigten Staaten genehmigte im Juli 1951 schließlich den Bau eines ersten, voll einsatztauglichen Prototyps für die Navy. Unter der Leitung Rickovers wurde so bis 1954 das erste Atom-U-Boot der Welt, die Nautilus, gebaut. Am 17. Januar 1955 legte die Nautilus erstmals unter Nutzung des Atomantriebs vom Pier ab. Im Sommer 1958 demonstrierte sie mit der ersten Unterquerung des Nordpols den Vorteil ihres neuartigen Antriebssystems. Die USS Triton war 1960 das erste U-Boot, das die Erde komplett unter Wasser umrundete.
Auch die Sowjetunion entwickelte eine Reihe von Atom-U-Booten. Ende 1952 wurde ein entsprechendes Dekret unterzeichnet, Reaktoren befanden sich bereits seit einiger Zeit unter der Leitung von Nikolai Dolleschal in Entwicklung. Das erste sowjetische Atom-U-Boot, die Leninski Komsomol, wurde ab September 1955 in der Werft von Sewerodwinsk gebaut und im Sommer 1958 erstmals mit nuklear erzeugter Energie betrieben. Das Boot mit der taktischen Nummer K-3 unterquerte 1962 vier Jahre später als die Nautilus den Nordpol.
1969 lief bei Electric Boat das kleinste Atom-U-Boot vom Stapel. Das nur rund 45 Meter lange, bisher einzige atomgetriebene Forschungs-U-Boot NR-1 wurde ebenfalls von Hyman Rickover in Auftrag gegeben.
Die bis heute bei den meisten Atom-U-Booten zum Einsatz kommenden Druckwasserreaktoren sollten auch auf die Nutzung der Kernenergie an Land Auswirkungen haben – Admiral Rickover wurde mit dem Kernkraftwerk Shippingport betraut, wobei es gelang, die ursprünglich marine Technik an Land zur Stromerzeugung zu nutzen. Noch heute ist der Druckwasserreaktor die dominante Bauform von Kernkraftwerken an Land, was zumindest teilweise auf die Erfahrung der USA und deren Lizenzbauten im Ausland zurückgeht. Mit aus dem Militärdienst ausscheidenden ehemaligen Besatzungen ihrer Atom-U-Boote hatte die Privatwirtschaft in den USA auch stets gut ausgebildete Fachkräfte zur Verfügung.

### Klassifizierung
Atom-U-Boote wurden in den folgenden Jahren im Wesentlichen in drei verschiedenen Rollen eingesetzt. Die Bezeichnungen folgen der Nomenklatur der US Navy und NATO.
Als Ship Submersible Nuclear oder kurz SSN (zu Deutsch etwa: „Tauchfähiges Schiff mit Nuklearantrieb“) werden so genannte Angriffs- und Jagd-U-Boote bezeichnet. Ihre Hauptaufgabe sind das heimliche Verfolgen feindlicher Unterseeboote sowie Operationen nahe der feindlichen Küste, unter anderem zur elektronischen Überwachung oder dem Absetzen von Sondereinsatzkräften, wobei vor allem eine leise Unterwasserfahrt wichtig ist, um nicht von feindlichem Sonar wahrgenommen zu werden.
Ship Submersible Ballistic Nuclear oder kurz SSBN (deutsch etwa: Tauchfähiges Schiff mit Nuklearantrieb und ballistischen Raketen) sind U-Boote, die Unterwasser-abschussfähige ballistische Raketen tragen und abschießen können. Diese SSBN fahren für gewöhnlich in den Weiten der Ozeane, um im Falle eines feindlichen atomaren Erstschlages unerreichbar für den Feind zu sein. Somit stellen sie den wichtigsten Teil der Zweitschlagskapazität.
Ein Ship Submersible Guided Missile Nuclear oder kurz SSGN (deutsch etwa: Tauchfähiges Schiff mit Nuklearantrieb und Marschflugkörpern) trägt Marschflugkörper und/oder Seezielflugkörper. Die Aufgabe dieses Typs besteht in taktischen Angriffen etwa auf Flugzeugträgerkampfgruppen und Landziele.

### Einsatzgeschichte

#### USA

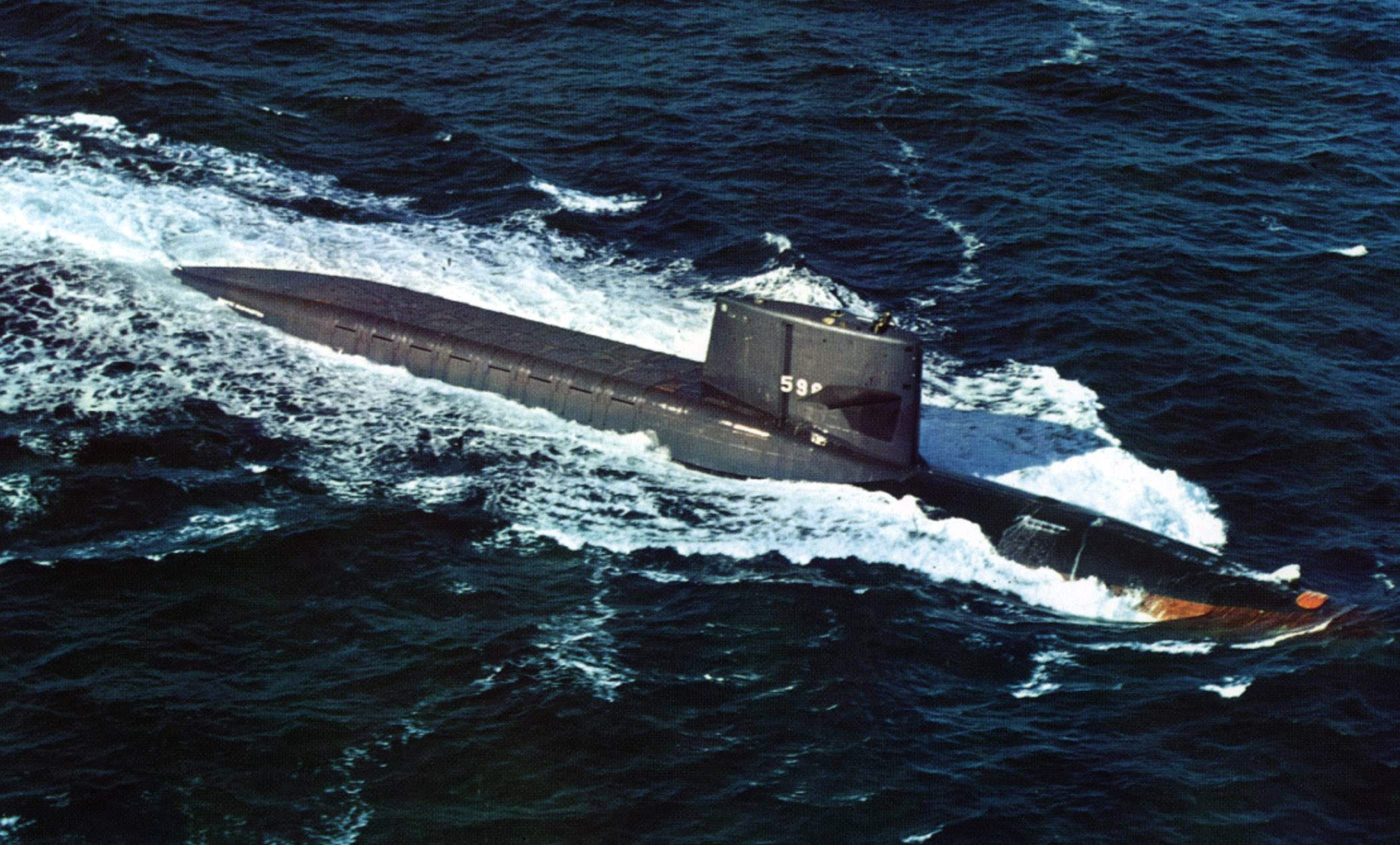
Die George Washington war das erste SSBN der Welt.

Nach der Fertigstellung der Nautilus und eines zweiten Prototyps, der Seawolf, begann in den USA Mitte der 1950er Jahre mit der Skate-Klasse die Serienproduktion von vier Booten. All diese Boote besaßen noch den klassischen, für Fahrten an der Wasseroberfläche ausgelegten keilförmigen Bug. Um 1960 setzte die US Navy mit der Skipjack-Klasse erstmals den hydrodynamisch optimierten Albacore-Rumpf in Tropfenform ein, der Geschwindigkeiten von bis zu 30 Knoten erlaubte, was rund 50 % über der Geschwindigkeit der ersten US-amerikanischen Atom-U-Boote lag. Parallel wurden die ersten Raketen-U-Boote entwickelt. Die George-Washington-Klasse war dabei noch ein modifizierter Skipjack-Rumpf, die späteren Boote der Klassen Ethan Allen und Lafayette dann aber schon eigenständige Entwürfe.
In den 1960er Jahren folgte schließlich ein Umdenken bei der US Navy. Nicht mehr die Geschwindigkeit, sondern eine niedrige Geräuschabgabe während der Fahrt wurde in den Vordergrund gestellt. Daraus entwickelte sich die Thresher- und Sturgeon-Klasse. In den 1970er Jahren wurden dann die U-Boote geplant, die auch im 21. Jahrhundert noch das Rückgrat der U-Boot-Flotte der Vereinigten Staaten bilden. Dies sind die Boote der Los-Angeles-Klasse als Jagd-U-Boote und die Ohio-Klasse bei den SSBN. Erst nach dem Ende des Kalten Krieges wurden weitere Jagd-U-Boote fertiggestellt, diese Einheiten der Klassen Seawolf und besonders Virginia gehören heute zu den modernsten Atom-Unterseebooten der Welt.
Die ersten dedizierten SSGN entstanden erst im 21. Jahrhundert aus Umbauten der Ohio-Klasse. Bis dahin hatten lediglich mit Vertical Launching Systems bestückte SSN der Los-Angeles-Klasse diese Aufgabe erfüllt.
Die letzten diesel-elektrisch betriebenen Boote der Barbel-Klasse wurden in den 1950er Jahren parallel zur Skate-Klasse gebaut und gingen um 1990 außer Dienst. Im Anschluss an diese Klasse setzte die US Navy ausschließlich auf Atom-U-Boote. 2012 befanden sich 71 Atom-U-Boote, davon 14 SSBN und vier SSGN, in der Flotte der US Navy. Die Spitzenzahlen lagen bei rund 140 aktiven Atom-U-Booten ab Mitte der 1960er Jahre.

#### Sowjetunion/Russland

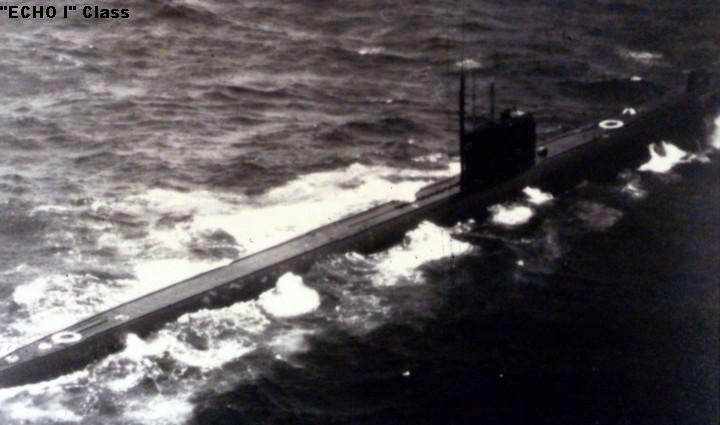
Eines der ersten sowjetischen Boote der Echo-Klasse

Die sowjetische Marine ging bei der Aufstockung der Atom-U-Boot-Flotte nach der Fertigstellung des ersten Atom-U-Bootes, der Leninski Komsomol, recht schnell vor. Zwischen 1958 und Mitte der 1960er Jahre baute sie zwölf weitere Boote des Projekts 627, der auch K-3 angehörte, außerdem acht SSBN der Hotel-Klasse und 34 SSGN des Projekts 659. Diese schnelle Entwicklung, die zum zahlenmäßigen Aufholen der Sowjetunion zu den USA führen sollte, ging allerdings auf Kosten genauerer Tests und Erprobungen der Boote und Reaktoren, sodass bald eine zweite Generation folgen musste, die bessere Leistungen erbringen konnte als die ersten Boote. Weil aber nur wenige Werften die schwierig zu bauenden Atom-U-Boote entwickeln und fertigstellen konnten, ging in der Sowjetunion außerdem der Bau konventionell getriebener Boote weiter.
In den 1960er- und 1970er-Jahren wurden weiterhin viele Atom-U-Boote gebaut. Modernere SSBN der Klassen Projekt 667A und Projekt 667B folgten, die Produktion letzterer ging in modifizierter Version bis 1992 weiter. Außerdem wurden SSN der Victor-Klasse sowie SSGN der Charlie-Klasse gefertigt. Bis in die 1990er Jahre hinein wurden 142 Boote dieser beiden Klassen fertiggestellt. In den letzten zehn Jahren der Sowjetunion wurden dann mit den Booten vom Projekt 941 die weltweit größten U-Boote in Dienst gestellt, außerdem folgten modernere SSN der Sierra- und Akula-Klasse und SSGN der Oscar-Klasse. Diese U-Boote wurden von der russischen Marine übernommen und teilweise auch weiter produziert. Unter russischer Ägide wurden dann die SSGN des Projekt 885 sowie die SSBN des Projekt 955 entwickelt, die derzeit in Produktion sind.
Für 2012 wird die Größe der russischen Atom-U-Boot-Flotte auf rund 30 geschätzt, davon 15 SSN, 10 SSBN und fünf SSGN. Neben den Atom-U-Booten betreibt die russische Marine aber auch moderne konventionell angetriebene Boote der Klassen Kilo und Lada.

#### Großbritannien

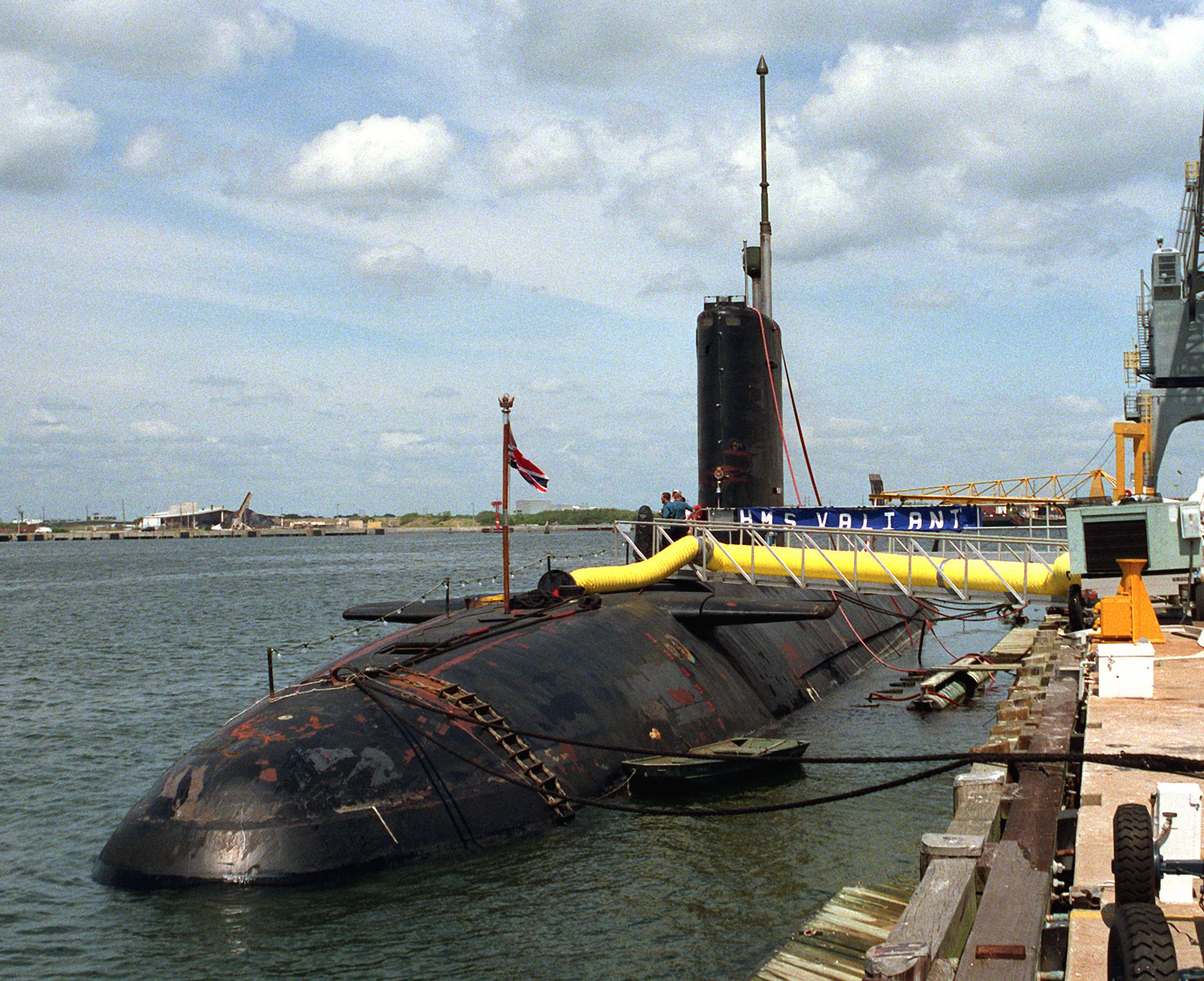
Die Valiant, zweites Atom-U-Boot der Royal Navy

Auch die Royal Navy hatte die Technologie bereits nach dem Zweiten Weltkrieg erforscht, jedoch nie den konkreten Bau von Atom-U-Booten beschlossen. Erst als die Leistungsfähigkeit der Nautilus bekannt wurde, begann das Vereinigte Königreich mit der Planung. Die Briten traten dem Kreis der Atom-U-Boot-Mächte schließlich 1963 mit der Indienststellung ihres ersten Bootes, der HMS Dreadnought (S101) bei. Unter dem Ersten Seelord Louis Mountbatten wurde dabei amerikanische Reaktortechnologie in einen britischen Rumpf eingepasst. Recht bald folgte mit der Valiant-Klasse aber das erste komplett britische SSN, mit der Resolution-Klasse dann noch in den 1960er-Jahren außerdem die ersten SSBN. Die Royal Navy bestellte aber auch weiterhin konventionelle U-Boote.
In den 1970er-Jahren folgten zwei weitere SSN-Klassen, nämlich die aus drei Booten bestehende Churchill-Klasse sowie die doppelt so große Swiftsure-Klasse. In den 1980er-Jahren kam schließlich die modernere Trafalgar-Klasse zur Flotte. Ab 1993 wurden vier neue SSBN in Dienst gestellt, die der Vanguard-Klasse angehören. Gegenwärtig im Bau befinden sich die Boote der Astute-Klasse, die die Trafalgars Stück für Stück ersetzt. Das Typschiff wurde 2010 in Dienst gestellt.
Im Falklandkrieg kam es erstmals zum Kriegseinsatz von Atom-U-Booten. Dabei gelang es der Conqueror ein argentinisches Schiff (die General Belgrano) zu versenken – Stand 2023 das erste und einzige Mal, dass dies vorgekommen ist. Gemäß britischer U-Boot-Tradition wurde bei der Rückkehr in den Heimathafen der Jolly Roger gehisst – mit Atomsymbol als Hinweis auf den Antrieb.
1994 gingen mit den nur wenige Monate alten Booten der Upholder-Klasse die letzten dieselelektrischen U-Boote der Royal Navy außer Dienst, so dass nun auch die britische Marine über eine ausschließlich atomar getriebene U-Boot-Flotte verfügt. 2012 liegt die Größe der Flotte bei sieben SSN und vier SSBN.

#### Frankreich

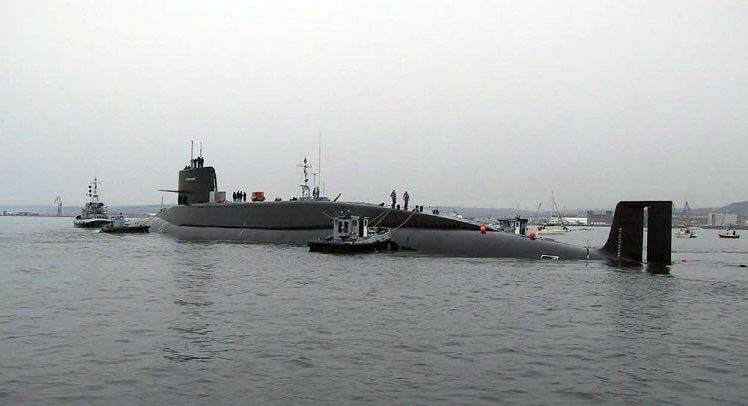
Die Redoutable, Frankreichs erstes SSBN

Die Marine Nationale setzt seit der Indienststellung der Le Redoutable im Jahr 1971 Atom-U-Boote ein, zu Beginn nur im Rahmen der Atomstreitkräfte. Die Franzosen entwickelten das Antriebssystem ohne Hilfe anderer Staaten komplett allein. Bis 1980 folgten der Le Redoutable fünf weitere SSBN der Redoutable-Klasse nach, 1985 noch das klassenlose Boot L'Inflexible. Bis 1983 waren die Jagd-U-Boote der Franzosen allesamt konventionell getrieben, dann kamen jedoch bis 1993 die sechs Boote der Rubis- und Améthyste-Klasse zur Flotte.
Seit 1997 sind neue SSBN in Dienst, die Triomphant-Klasse umfasst vier Boote und ersetzte die alten SSBN. Als Ersatz für die SSN ist die Suffren-Klasse geplant, die bis 2029 sechs Einheiten erhalten soll.
2001 wurde das letzte dieselelektrische U-Boot außer Dienst gestellt. Die Größe der französischen U-Boot-Flotte liegt 2012 damit bei sechs SSN und vier SSBN.

#### China

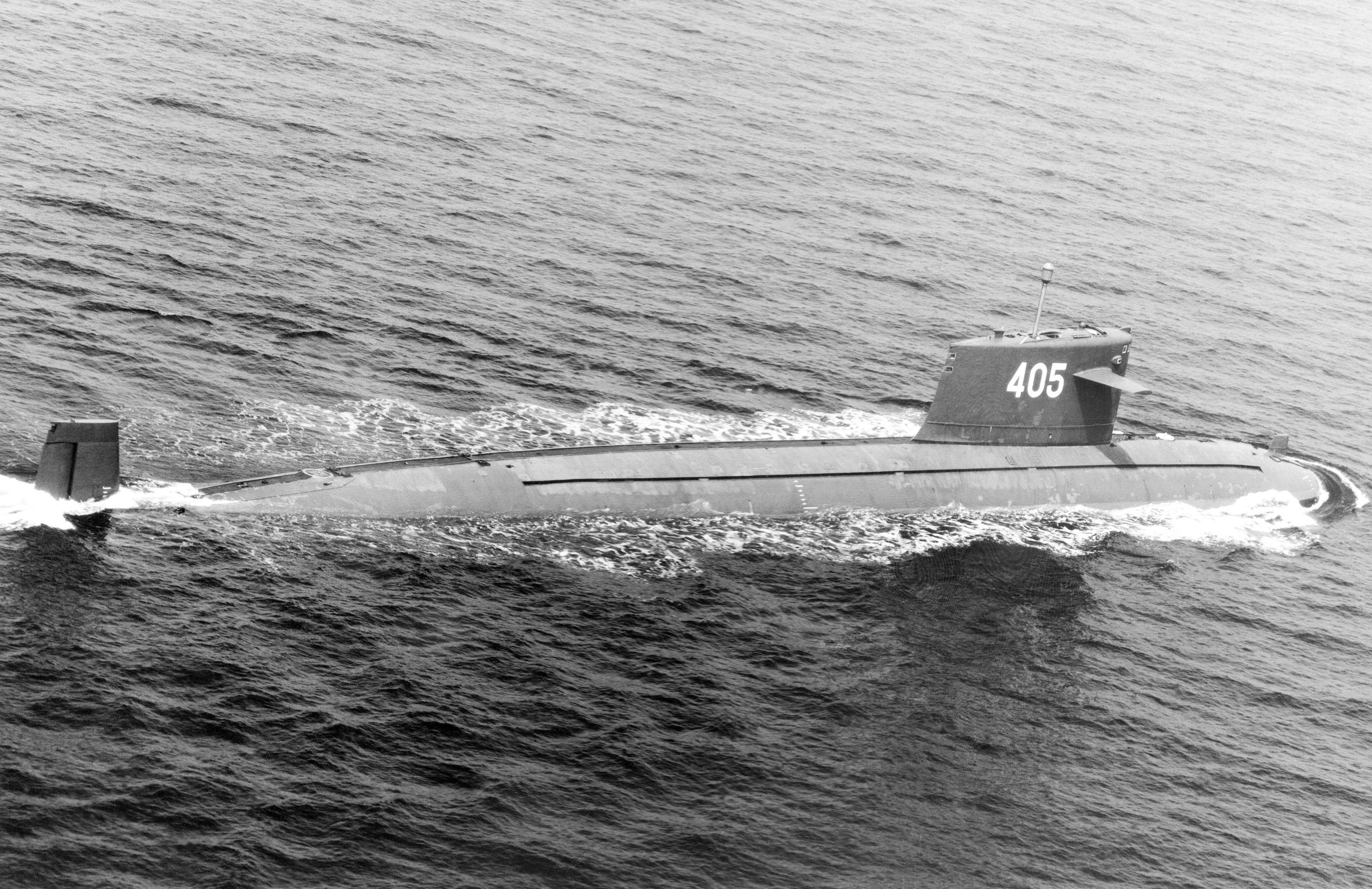
Die fünfte Einheit des Typ 091

Die Marine der Volksbefreiungsarmee ist vor Indien die bisher vorletzte Streitkraft, die Atom-U-Boote baute, wobei über deren Boote relativ wenig bekannt ist. Das Programm zur Planung startete bereits Ende der 1950er Jahre, eine Bitte um Hilfe an die Sowjetunion wurde abgelehnt. Aufgrund dessen dauerte es Jahre, bis Resultate sichtbar waren: Zwischen 1974 und 1991 gingen die fünf SSN des Typ 091 in Dienst. Ab 1981 gingen dann die ersten SSBN der Volksrepublik in Dienst, soweit bekannt wurden zwei Typ 092 gebaut, von denen eines später verloren gegangen sein könnte, das andere scheint noch in Dienst zu stehen. Mindestens eine Quelle berichtet außerdem vom Verlust eines Typ 091.
Im 21. Jahrhundert lief mit dem Typ 093 das erste neue SSN Chinas vom Stapel, weitere Boote des verbesserten Typ 095 sind geplant. Wie groß diese Klasse werden wird, ist unbekannt. Wie auch bei den neuen SSBN des Typ 094, deren erstes Boot in Dienst zu stehen scheint, haben dieses Mal russische Werften und Konstrukteure beim Bau der U-Boote eine wichtige Rolle gespielt.
Die genaue Größe der chinesischen U-Boot-Flotte ist auf Grund ungenauer und zweifelhafter, teils widersprüchlicher Informationen nicht bekannt, dürfte aber 2011 im einstelligen Bereich liegen und besteht aus Booten des Typ 94 und Typ 093. Ob noch ältere Boote in Dienst sind, ist unklar. Damit ist die chinesische Flotte dieselelektrischer U-Boote, die aus eigener, sowjetischer und russischer Produktion stammen, zahlenmäßig wesentlich größer. Sie liegt 2011 bei etwa 60.

#### Indien
Indien selbst startete bereits 1985 das Programm Advanced Technology Vessel (ATV), das den Bau eigener Atom-U-Boote zum Ziel hat. Zwischen 1988 und 1991 setzte die Marine ein von der Sowjetunion geleastes Boot der Charlie-Klasse ein. Das Boot K-43, das in der indischen Marine als INS Chakra bekannt war, wurde von sowjetischen Matrosen kontrolliert, die die Inder anlernten. Daneben gab es seit der Jahrtausendwende immer wieder Medienberichte über das Leasing zweier russischer U-Boote der Akula-Klasse. Im Januar 2012 übernahm die indische Marine ein gerade fertiggestelltes Boot der russischen Marine für zehn Jahre. Dieses gehört der Akula-II-Klasse an und heißt in Indien wieder Chakra. Die Kosten sollen sich auf 650 Millionen US-Dollar belaufen.
Im Juli 2009 wurde die INS Arihant als Resultat des ATV-Programms vom Stapel gelassen. Am 10. August 2013 wurde der Reaktor in den kritischen Zustand versetzt.

#### Pläne Australiens
Mitte September 2021 haben die USA (Regierung Biden), das Vereinigte Königreich (Kabinett Johnson II) und Australien (Regierung Morrison II) einen Sicherheitspakt für den Indopazifikraum beschlossen (AUKUS). Im März 2023 wurde bekannt gegeben, dass Australien im Rahmen des Abkommens drei Virginia-Klasse U-Boote kaufen wird mit der Option auf zwei weitere. Zusammen mit Großbritannien soll im Anschluss die AUKUS-Klasse entwickelt werden, welche in Australien Ende der 2030er zulaufen soll.

## Antriebstechnik

### Allgemeines

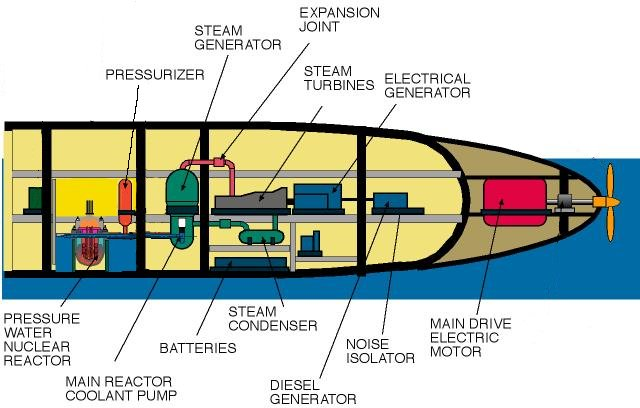
Schema eines turbo-elektrischen Antriebs

Technisch gesehen gibt es zwischen konventionellen und Atom-U-Booten wenig Unterschiede. Mit der französischen Rubis-Klasse wurde bewiesen, dass der Reaktor auch keine wesentliche Vergrößerung der Boote bedingen muss; mit knapp 73 Metern sind sie nicht größer als moderne dieselelektrische Boote wie etwa die der Kilo-Klasse. Dies ist allerdings eher die Ausnahme, denn der Reaktor und die Reaktorabschirmung bedeuten ein hohes Zusatzgewicht, weshalb die meisten Atom-U-Boote über 100 Meter lang sind.
Ein Unterseeboot mit Atomantrieb besitzt einen Kernreaktor, wie er an Land etwa in Kernkraftwerken eingesetzt wird, allerdings weit kleiner, da er in eine Hülle mit einem Durchmesser von unter zehn Metern passen muss. Der Reaktor erhitzt dabei eine Flüssigkeit im radioaktiven Primärkreislauf. Diese wiederum gibt ihre Wärme in einem Wärmeübertrager an hochreines Wasser im nicht radioaktiven Sekundärkreislauf ab. Der entstehende, unter hohem Druck stehende Dampf treibt eine Turbine an. Ein an diese Turbine angeschlossener Generator wandelt die mechanische in elektrische Energie für die Bordsysteme und lädt Batterien auf, die auch bei einem Reaktorausfall Energie liefern. Beim turbo-elektrischen Antrieb wird die Propellerwelle von einem Elektromotor angetrieben. Häufiger wird jedoch eine Getriebeturbine eingesetzt, die die Welle direkt mit der Energie der Turbine antreibt.
Heutige U-Boote verwenden ausschließlich Druckwasserreaktoren. Sowohl die USA auf der Seawolf als auch die Sowjetunion mit der Alfa-Klasse haben allerdings auch mit flüssigmetallgekühlten Reaktoren experimentiert. Während die Amerikaner den mit Natrium gekühlten Reaktor aufgrund zu großer Sicherheitsbedenken recht bald durch einen Druckwasserreaktor ersetzten, betrieb die Sowjetunion, die eine Blei-Bismut-Legierung zur Kühlung verwendete, ihre sechs Boote rund zehn Jahre mit Flüssigmetallreaktoren. Nachteilig bei Verwendung dieses Kühlmittels war neben der Bildung von Polonium-210 durch Neutronenaktivierung auch die Notwendigkeit, das Kühlmittel bei ausgeschaltetem Reaktor zu heizen, um es oberhalb des Schmelzpunktes (>123,5 °C) zu halten.
Während die westlichen Entwürfe lediglich einen Kernreaktor an Bord haben, besaßen und besitzen besonders die sowjetischen Boote häufig zwei Reaktoren, wobei bei Booten mit zwei Schrauben teilweise ein eigener Reaktor für jede Welle betrieben wird. Andererseits kann der zweite Reaktor aber auch als Notreserve dienen. Heutige U-Boot-Reaktoren leisten rund 150 Megawatt.

### Vor- und Nachteile
Dieselelektrisch betriebene U-Boote beziehen ihre Energie aus dem mitgeführten Treibstoff. Mittels Dieselgeneratoren werden große Akkus aufgeladen, die bei Tauchgängen die Antriebsmotoren und Bordsysteme mit Strom versorgen. Um die Akkus nachzuladen, muss durch Auftauchen oder einen Schnorchel Frischluft für die Dieselmotoren von der Wasseroberfläche angesaugt werden, wobei die Gefahr einer Ortung besonders hoch ist. Abweichend hiervon wird nur bei einigen modernen Mustern mit nicht-nuklearen Außenluft-unabhängigen Antriebsarten verfahren, etwa bei Antrieben per Brennstoffzellen, wie sie die deutsche Klasse 212 A implementiert. Allerdings müssen auch diese Einheiten nach vergleichsweise kurzer Zeit mit Wasserstoff und flüssigem Sauerstoff nachgetankt werden.
Der Reaktor eines Atom-U-Boots kann dagegen mit Kernbrennstoff für mehrere Jahre befüllt werden. Da die Luft zum Atmen an Bord aufbereitet wird, können Atom-U-Boote so lange in großen Tiefen bleiben, wie Nahrung für die Besatzung an Bord ist. Damit ist die Dauer, die ein U-Boot unter Wasser verbringt, in erster Linie durch den Faktor Mensch beschränkt. Auch muss auf Atom-U-Booten nicht mit der Energie gehaushaltet werden; sie sind damit in der Lage, dauerhaft hohe Geschwindigkeiten zu halten.
Allerdings ergeben sich auch Nachteile. Während ein dieselelektrisches Boot bei Fahrt mit reinem, aus den Akkus gespeistem Elektroantrieb in niedriger Geschwindigkeit nahezu lautlos ist, verursacht der Kernreaktor immer minimale Geräusche. Vor allem die Kühlmittelpumpen, die die Zirkulation des Reaktorkühlmittels aufrechterhalten, spielen hierbei eine Rolle und sind von feindlichem Sonar wahrnehmbar. Bei manchen Atom-U-Booten wie etwa der Ohio-Klasse kann die Kühlung des Reaktors bei niedrigen Lastregimen allerdings auch ohne Pumpen allein durch natürliche Konvektion sichergestellt werden. Atom-U-Boote erzeugen auch immer eine wahrnehmbare Wärmestrahlung.

## Einsatzprofil
Atom-U-Boote werden vorwiegend für blue water operations eingesetzt, also für Einsätze jenseits des Kontinentalschelfs. In den Weiten der Ozeane können sie ihre dauerhaft höhere Geschwindigkeit und ihre lange Unterwasserausdauer weitaus besser ausspielen als in den flachen, engen Küstengebieten.
Aufgabengebiete der SSN sind der Schutz von so genannten „Dickschiffen“, etwa Flugzeugträger oder Amphibische Angriffsschiffe, aber auch die Jagd auf feindliche U-Boote und Überwasserschiffe und die Gewinnung von Geheimdienstinformationen etwa über die Ergebnisse von Waffen- oder Schiffstests einer anderen Nation. SSBN hingegen patrouillieren in möglichst abgelegenen Gebieten, um im Falle eines Atomkrieges lange genug unentdeckt zu bleiben und ihre Interkontinentalraketen abfeuern zu können. Eine Mischung dieser Strategien machen sich die SSGN zu eigen. Sie können eingesetzt werden, um etwa feindliche Konvois zu verfolgen und anzugreifen, aber auch um in großer Distanz zur Küste zu warten und Marschflugkörper großer Reichweite auf Landziele abzufeuern.
Während die US Navy im Zweiten und Dritten Golfkrieg Atom-U-Boote massiv als Marschflugkörperplattformen verwendet hat, ist die Royal Navy die einzige Marine, die eine Versenkung durch ein Atom-U-Boot zu verzeichnen hat: Die Conqueror versenkte während des Falklandkrieges das argentinische Kriegsschiff General Belgrano. Der Einsatz von SSBN wurde bisher nur in Übungen praktiziert.

## Abwrackung

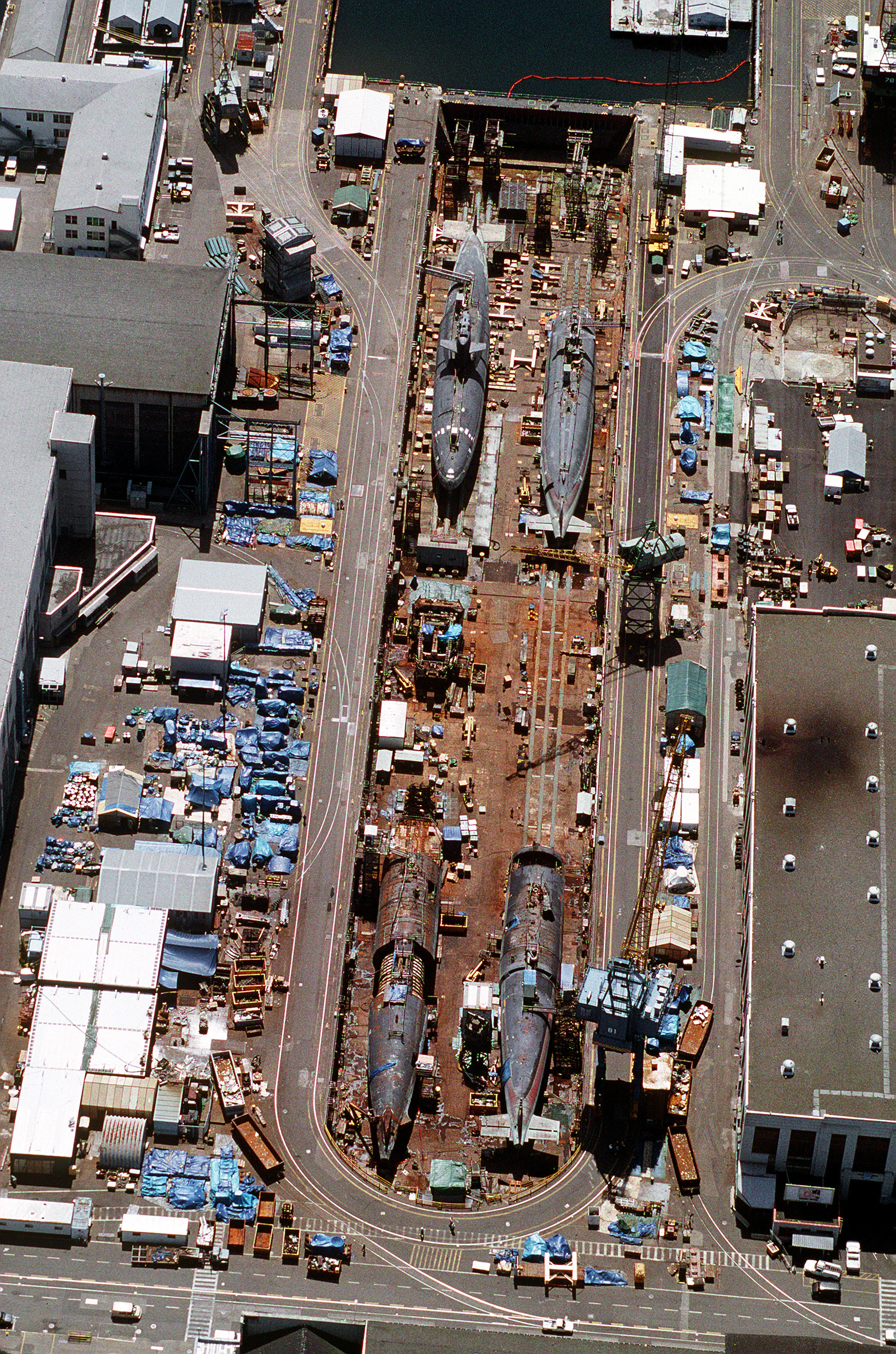
Abwrackung von vier Atom-U-Booten der US Navy

### Vorgehen
Atom-U-Boote wurden während des Kalten Krieges in großer Stückzahl hergestellt. Da jedes Kriegsschiff nur eine beschränkte Einsatzzeit hat, bis es von technologischen Neuerungen und dem eigenen Alter ins Abseits gedrängt wird, ergibt sich das Problem der Entsorgung. Bei der Abwrackung müssen hier besondere Maßnahmen ergriffen werden, da jeder Reaktor Kernbrennstoffe enthält und der gesamte primäre Kreislauf stark kontaminiert ist. Diese Maßnahmen müssen also von Fachkräften in speziellen Werften vorgenommen werden und bedingen einen großen finanziellen Aufwand.
Im Allgemeinen werden zu Beginn die Kernbrennstoffe und kontaminierte Flüssigkeiten entfernt, dann wird die Reaktorsektion vom Rest des Rumpfes getrennt. Dieser Rest kann normal verwertet werden, also zum Beispiel als Metallschrott verkauft werden. Die kontaminierten Teile des Reaktors, also die Reaktorkammer und die Leitungsrohre, müssen dann eingelagert werden. In den USA geschieht dies unterirdisch in der Hanford Site, die verbrauchten Kernbrennstoffe werden in der Naval Reactors Facility im Idaho National Laboratory eingelagert. Die Kosten für die Deaktivierung und Zerlegung eines Atom-U-Bootes lagen bei der US Navy 1998 bei rund 40 Millionen US-Dollar.
Die US Navy hat für die Abwrackung von nuklear angetriebenen Kriegsschiffen das Ship-Submarine Recycling Program ins Leben gerufen. Im Rahmen dieses Programms werden in der Puget Sound Naval Shipyard in Bremerton, Washington, unter anderem auch Atom-U-Boote fachgerecht von strahlungsbelasteten Teilen befreit und dann abgebrochen. Bis 2007 wurden bereits über 100 Atom-U-Boote zerlegt, 17 warteten darauf, das Programm zu durchlaufen. Von diesen 17 wurde das letzte erst 2017 abgebrochen. Bis zum Beginn der Abwrackung werden die US-amerikanischen Boote in der Reserveflotte der United States Maritime Administration weiter gewartet, um Probleme mit den heruntergefahrenen Reaktoren oder etwa ein Durchrosten des Rumpfes zu vermeiden.
Bis 2007 hat Großbritannien lediglich eines seiner 14 ausgemusterten Atom-U-Boote dekontaminiert und zu einem Museum umfunktioniert, die restlichen 13 sind, mit entleerten Reaktoren, weiterhin in Rosyth und Devonport eingelagert. Frankreich lagert die Reaktorabteilung nach der Entfernung der Kernbrennstoffe für ca. 20 Jahre in einer speziellen Halle neben dem Trockendock in Cherbourg-Octeville ein und will diese dann weiter zerlegen.

### Probleme

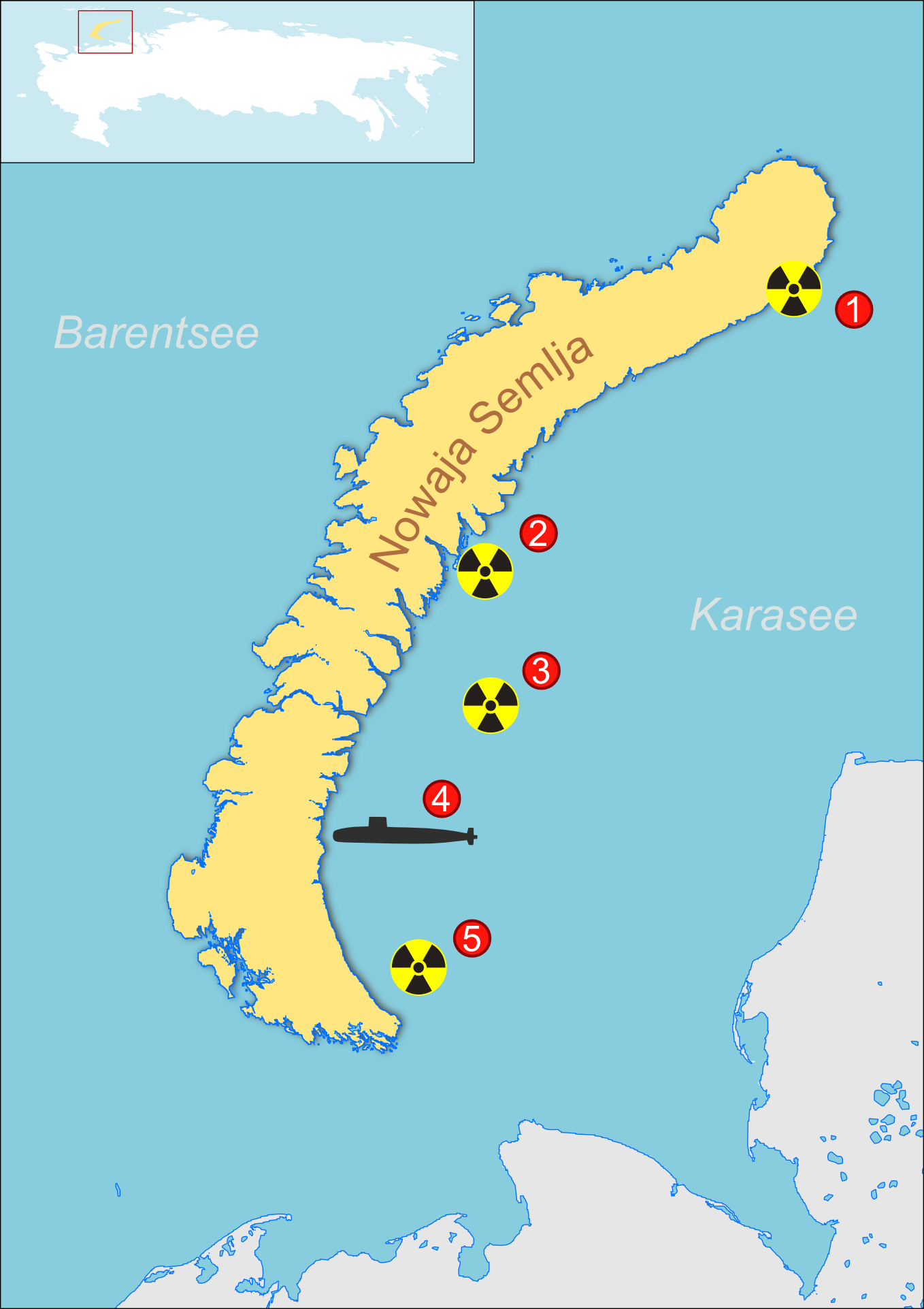
Die Sowjetunion hat seit 1966 auch komplette U-Boot-Reaktoren nahe der Insel Nowaja Semlja verklappt. An den markierten Stellen liegen 29 Kernreaktoren, die nicht nur aus U-Booten stammen und teilweise noch Brennelemente enthalten.

Weit größere Probleme mit der umweltgerechten Zerlegung der Rümpfe sowie der Endlagerung der verbrauchten Kernbrennstoffe hatte und hat die russische Marine, die große Stückzahlen von Atom-U-Booten von der Sowjetmarine geerbt hat. Da Russland aber nach dem Zerfall der Sowjetunion kaum genug Geld aufbringen konnte, um die noch seetüchtigen Schiffe zu unterhalten, wurde der fachgerechten Entsorgung der U-Boote kaum Wert beigemessen, viele verrosteten in russischen Marinebasen. Ende der 1990er Jahre hatte die russische Marine ca. 130 alte nuklear angetriebene U-Boote angesammelt, die teilweise schon vor 20 Jahren außer Dienst gestellt worden waren und nur durch in den Rumpf gepumpte Druckluft und an die Seiten gebundene Pontons nicht sanken.

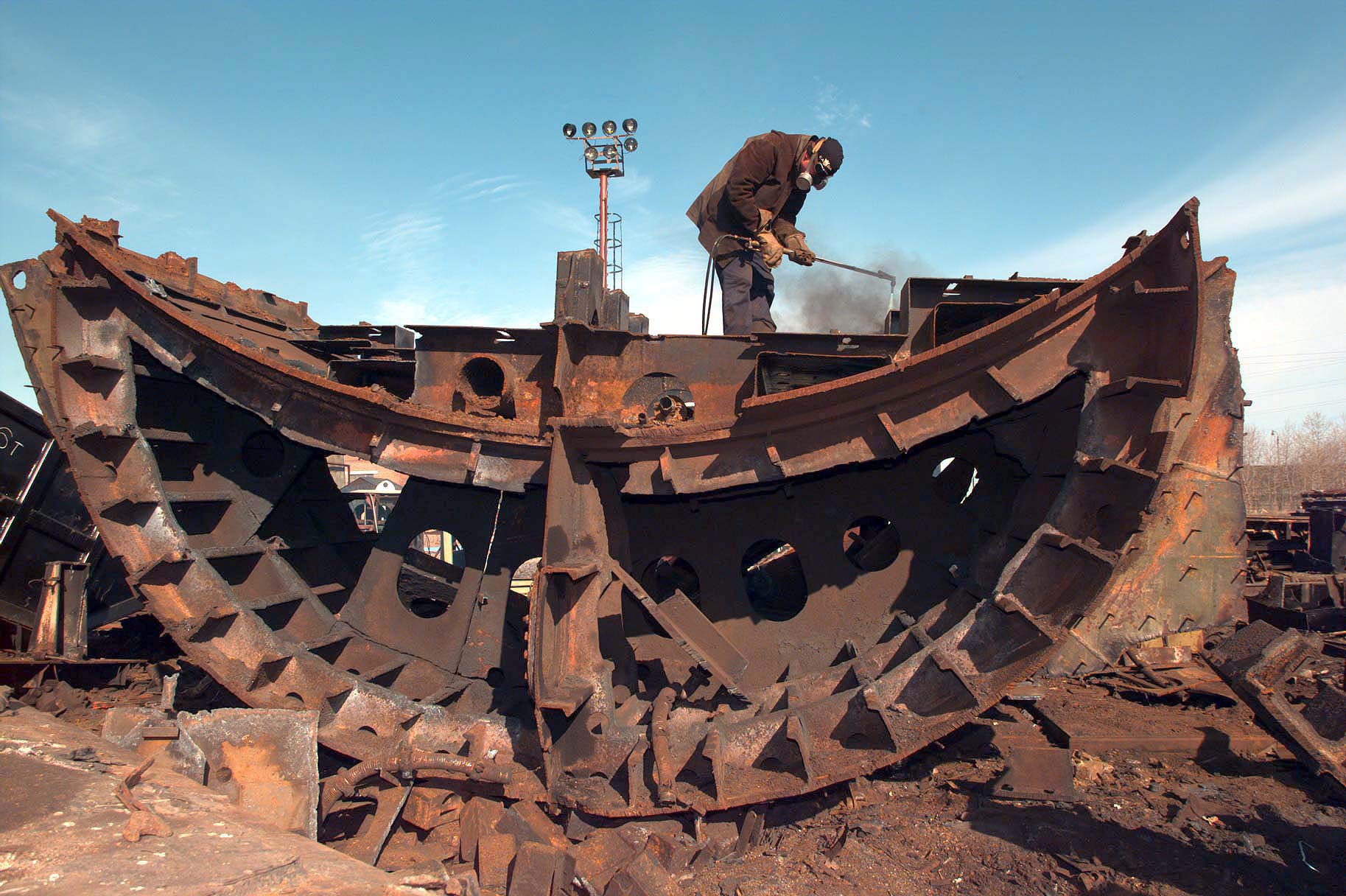
Zerlegen eines Atom-U-Bootes in Russland

Die Sowjetunion hatte sich kaum um die veralteten, ab Mitte der 1980er Jahre außer Dienst gestellten Atom-U-Boote gekümmert, sondern mehr Mittel für Notreparaturen an alten sowie den Bau neuer Boote aufgewandt. Reaktoren und die daraus entnommenen, verbrauchten, aber noch radioaktiven Kernbrennstoffe von Booten, die zerlegt wurden, wurden an der Küste in teils nicht ausreichend abgeschirmten Stätten gelagert. Mitunter war allerdings in diesen Lagern nicht ausreichend Platz vorhanden, so dass ganze Reaktoren, teils mit, teils ohne Kernbrennstoffe, an der Küste der Karasee, überwiegend in den Fjorden von Nowaja Semlja, verklappt wurden. Davon enthielten bis zu elf Reaktoren noch verbrauchte, radioaktive Brennelemente. Unter diesen befinden sich auch zwei experimentelle, flüssigmetallgekühlte Reaktoren aus dem Unterseeboot K-27, das 1968 einen schweren Unfall hatte und 1981 dort komplett versenkt wurde.
Allein in den Häfen der Fernost-Flotte liegen (Stand 2006) 30 bis 40 außer Dienst gestellte Atom-U-Boote. Um Herr dieses Problems zu werden, ist Russland inzwischen auf internationale Hilfe angewiesen. So erhielt die Flotte 2006 von Japan 171 Millionen US-Dollar, um nur fünf dieser Einheiten fachgerecht entsorgen zu können. Allein bis 2006 erhielt Russland vom Ausland über eine Milliarde US-Dollar für die Zerlegung von U-Booten und bot selbst 200 Millionen Dollar auf. Mit diesem Geld sollten alle außer Dienst gestellten U-Boote bis 2010 fachgerecht abgebrochen werden. Einer der größten Geldgeber sind die USA mit ihrem Cooperative-Threat-Reduction-Programm.
Die deutsche EWN Entsorgungswerk für Nuklearanlagen GmbH beteiligt sich seit dem Jahr 2003 im Auftrag des Bundeswirtschaftsministeriums an dem internationalen Großprojekt Entsorgung russischer Atom-U-Boote bei dem im Bereich Nordwestrusslands aufgelegte Atom-U-Boote abgewrackt werden.

## Zwischen- und Unglücksfälle

### Gesunkene Boote

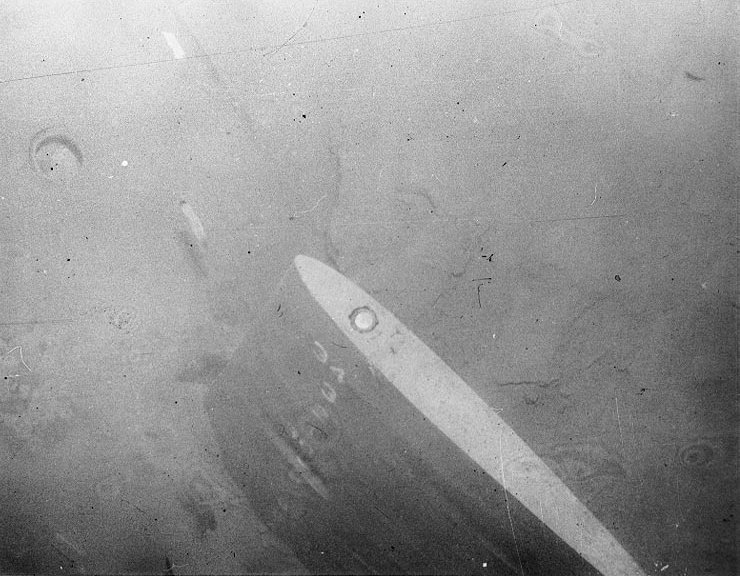
Bild der Thresher am Meeresgrund

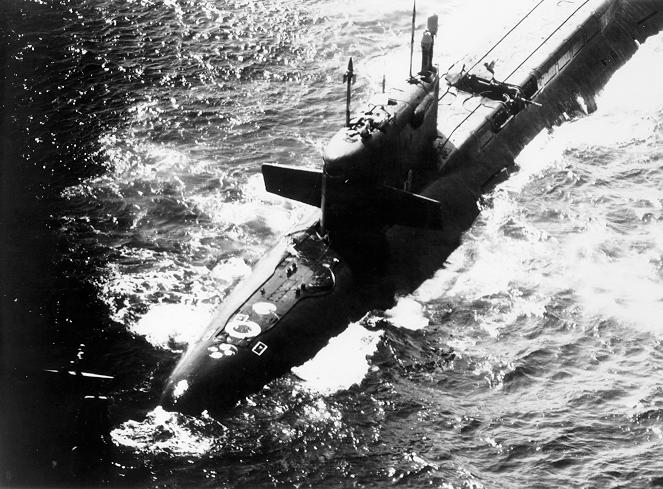
Die K-219 kurz vor ihrem Sinken an der Oberfläche

Bisher sind sieben Atom-U-Boote bestätigterweise gesunken, zwei davon auf Seiten der USA und fünf aus der Sowjetunion/Russland. Hierbei ist zu beachten, dass einige der U-Boote, zum Beispiel die sowjetische K-429 zwar starken Wassereinbruch erlitten haben, der Rumpf selber aber intakt geblieben ist, das Boot wurde später gehoben. Daher variieren die Zahlen je nach Quelle teilweise. Auch ist ungeklärt, ob Atom-U-Boote der chinesischen Volksbefreiungsarmee gesunken sein können.
Das erste verlorene Atom-U-Boot überhaupt war 1963 die Thresher, die bei Tieftauchtests mit der gesamten Besatzung von 129 Mann verloren ging. Fünf Jahre später sank das zweite US-Boot. Der Grund für die Explosion, die sich 1968 an Bord der Scorpion ereignete, ist nie sicher geklärt worden. Heute wird vermutet, dass eine defekte Torpedobatterie diese ausgelöst haben könnte. 99 Seeleute verloren dabei ihr Leben.
1970 brach an Bord der sowjetischen K-8 ein Feuer aus. Das Boot wurde in Schlepp genommen, während es mit 52 Mann unterging. 1986 detonierte an Bord der sowjetischen K-219 der Treibstofftank einer Interkontinentalrakete nach einem Leck in der Siloabdeckung. Das Schiff hielt sich über zwei Tage an der Wasseroberfläche, sank aber letztendlich. Die Crew konnte vorher von Bord gehen. Am 7. April 1989 ging die Komsomolez nach einem Feuer verloren, wobei 42 Besatzungsmitglieder umkamen. 2000 sank das russische U-Boot Kursk nach einer Torpedoexplosion, alle 118 Besatzungsmitglieder starben. 2003 ging schließlich das bisher letzte Atom-U-Boot, die K-159 verloren. Das Boot war bereits 1989 außer Dienst gestellt worden und sollte nun zur Abwrackung geschleppt werden. Während des Schlepps lief das Boot jedoch voll und ging mit neun Seeleuten an Bord unter. Von diesen fünf Booten wurde lediglich die Kursk gehoben.
Ein Bericht der Internationalen Atomenergieorganisation von September 2001 gibt die Ergebnisse von Wasseruntersuchungen in der Region der Grabstätten der gesunkenen U-Boote wieder. Demnach wurde kaum eine radioaktive Belastung gemessen, die nicht aus dem Fallout früherer Kernwaffentests resultiert. Nahe den amerikanischen Booten wurde lediglich ein erhöhter Spiegel von 60Co gemessen, nahe der  Komsomolez von 137Cs. Dies weist darauf hin, dass die Reaktorkammern in allen Fällen auch nach teilweise über 40 Jahren unter Wasser bisher dicht halten. Aufgrund der Halbwertszeiten von 60Co (~5 Jahre) sowie der besonders problematischen Spaltprodukte 90Sr (28,8 Jahre) und 137Cs (~30 Jahre) nimmt die potentielle Belastung durch Freisetzung von Radionukliden mit der Zeit exponentiell ab. Im Gegensatz dazu sind Munitionsreste oder chemische Waffen, welche teilweise ebenfalls am Meeresgrund liegen (sei es durch absichtliche Verklappung oder durch Kriegseinwirkung bzw. Unfälle), auch nach Jahrzehnten weiterhin gefährlich – teilweise sogar (wie bei so genannten Säurezündern) gefährlicher als zum Ursprungszeitpunkt.
Außerdem berichten einige Quellen von einem Verlust eines chinesischen SSBN der Xia-Klasse. Der amerikanische Autor und ehemalige Marineattaché Peter Huchthausen berichtet weiterhin davon, dass ein Han 1983 nach einer Kollision mit einer sowjetischen Victor III gesunken sein soll. Demnach seien die beiden Boote 100 Kilometer südöstlich von Wladiwostok zusammengestoßen und die Han darauf in einem Kilometer tiefen Wasser mit ihrer gesamten Mannschaft versunken. Die Russische Akademie der Wissenschaften habe 1989 dort Strahlungswerte von bis zu 1000 Röntgen pro Stunde gemessen. Außerdem belegt Huchthausen den Unfall mit einer Masse erschienener Nachrufe auf U-Boot-Konstrukteure in chinesischen Zeitungen im fraglichen Zeitraum.

### Andere Zwischenfälle

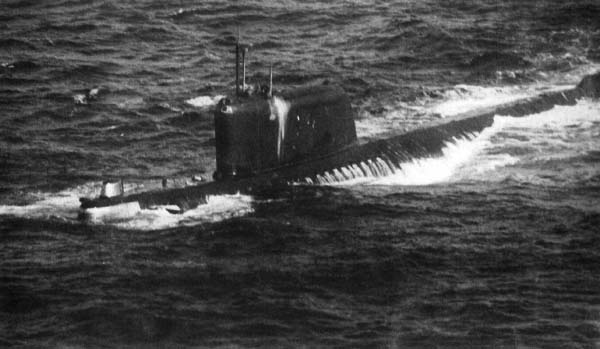
Die K-19 hatte 1961 einen schweren Störfall in ihrem Reaktor und bis 1972 zwei weitere Unfälle.

Besonders die sowjetischen Atom-U-Boote der ersten Generation waren in Unfälle verwickelt, die direkt mit der neuartigen Antriebsart in Zusammenhang standen. Bereits 1961 kam es zu einer Beinahe-Katastrophe auf der K-19, bei der eine Kernschmelze nur dadurch verhindert werden konnte, dass acht Männer direkt in die kontaminierte Reaktorkammer gingen und ein improvisiertes Notkühlsystem in Gang brachten. Nach diesem Zwischenfall erhielt das Boot von sowjetischen Seemännern den Beinamen „Hiroshima“. Allein bis 1970 wurden nach Reaktorproblemen an Bord von fünf weiteren Booten Besatzungsmitglieder teilweise so schwer verstrahlt, dass sie kurz darauf verstarben. Vor allem bezüglich der ersten sowjetischen Boote gibt es Berichte über so niedrige Sicherheitsstandards, dass in westlichen Booten vorgeschriebene Strahlungsgrenzwerte um ein Vielfaches überschritten wurden. Dies geschah vor allem aus konstruktionstechnischen Gesichtspunkten, da die größtenteils aus Blei bestehende Reaktorabschirmung das Gewicht eines Bootes stark erhöht. Aus diesem Grund waren die frühen Boote sehr anfällig für Probleme.
Aber auch bei den sowjetischen Booten der späteren Generationen gab es weitere Unglücksfälle wie der Ausbruch von Feuer an Bord und Schwierigkeiten bei der Wartung oder Neubefüllung von Reaktoren. Ein Beispiel für Letzteres ist die K-314, in der 1985 der versuchte Austausch der Brennelemente eine heftige Explosion hervorrief, die 10 Menschen tötete und das Boot irreparabel beschädigte.

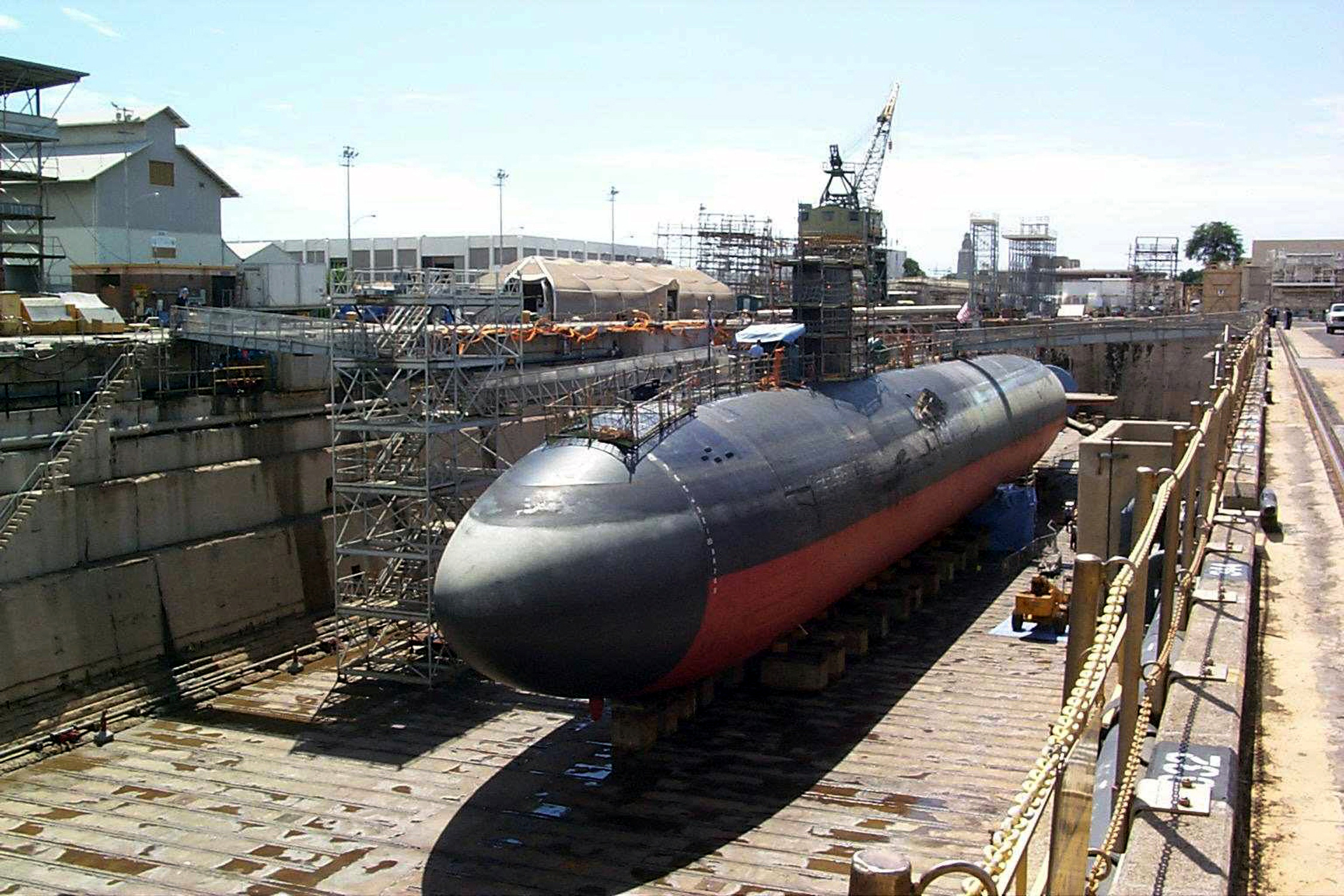
Die Greeneville nach einem Zusammenstoß im Trockendock

Auf Seiten der westlichen Marinen ist hingegen kein schwerer Zwischenfall bekannt, der aus einer Reaktorfehlfunktion herrühren würde und zur Verstrahlung von Besatzungsmitgliedern geführt hätte. Über einige kleine Probleme wurde allerdings berichtet. Dies umfasst Probleme bei der (inzwischen nicht mehr durchgeführten) Verklappung abgereicherter Ablagerungen, wie sie unter anderem 1975 auf der Guardfish auftauchten oder die fehlerhafte Öffnung von Ventilen des Primärkreislaufes, so dass radioaktiv kontaminiertes Wasser austreten kann, so geschehen 1978 auf der Puffer. Die Royal Navy hatte unter anderem Probleme mit dem Verlust der Konvektion im Reaktor der Tireless 2000, woraufhin das Boot ein Jahr im Hafen von Gibraltar festsaß. Die Explosion von 1994 im Maschinenraum des französischen Atom-U-Boots Émeraude, die zehn Seeleute ihr Leben kostete, hatte keine Beziehung zu einem Reaktorschaden oder ähnlichem.
Besonders in der Zeit des Kalten Krieges, als sich die beiden Supermächte mit Atom-U-Booten gegenseitig bespitzelten, gab es mehrere Kollisionen. Diese waren regelmäßig auch politisch brisant, da sie sich nicht selten in nationalen Hoheitsgewässern ereigneten. Ein Beispiel dafür ist der Unterwasserzusammenstoß zwischen der amerikanischen USS Tautog und der sowjetischen K-108, der 1970 vor Petropawlowsk-Kamtschatski stattfand oder auch jener, den die bereits erwähnte K-19 1969 in der Barentssee mit der USS Gato hatte. Die Journalisten Sontag und Drew berichten von mehr als zehn Kollisionen zwischen Booten der UdSSR und der USA sowie von zweien zwischen britischen und sowjetischen U-Booten allein zwischen 1960 und Ende des Kalten Krieges.
Nicht ungewöhnlich sind außerdem Zusammenstöße mit Überwasserschiffen, bekannt wurde vor allem die versehentliche Versenkung des japanischen Fischereischulschiffs Ehime Maru durch die amerikanische Greeneville vor Hawaii 2001.
Zuletzt kam es im Februar des Jahres 2009 im Atlantik zu einer Kollision zwischen der französischen Le Triomphant (Namensgeberin der Triomphant-Klasse) und der britischen HMS Vanguard. Beide Schiffe wurden nur leicht beschädigt und konnten aus eigener Kraft ihre Fahrt fortsetzen.

## Atom-U-Boote in der Literatur

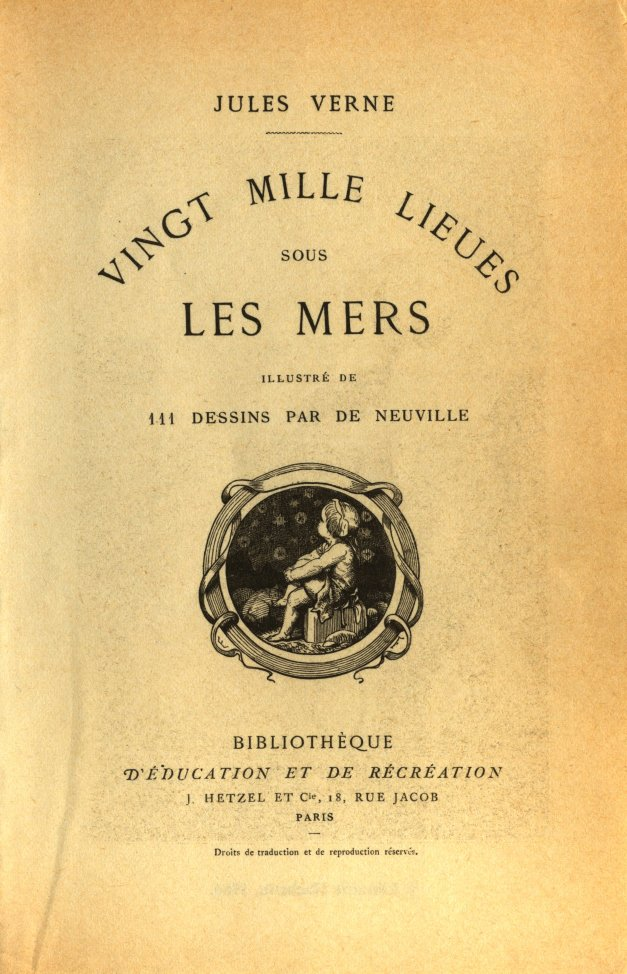
Titelseite der Erstausgabe von 20.000 Meilen unter dem Meer

Schon Jules Vernes U-Boot Nautilus aus dem Roman 20.000 Meilen unter dem Meer aus dem Jahr 1870 hatte einen außenluft-unabhängigen Antrieb und damit ähnliche Fähigkeiten wie ein Atom-U-Boot.
Der erste Bestseller, der sich tatsächlich mit Atom-U-Booten beschäftigt, gelang Tom Clancy 1984 mit Jagd auf Roter Oktober. Auch die Verfilmung war ein Kassenschlager. Auf dieser Welle ritten später andere Autoren wie der Engländer Patrick Robinson oder der US-Amerikaner Clive Cussler, die Romane über Atom-U-Boote veröffentlichten. Filme wie Crimson Tide – In tiefster Gefahr folgten und stellten fiktive Szenarien dar; um die Jahrtausendwende griffen Filme wie Im Fahrwasser des Todes (über die K-219) oder K-19 – Showdown in der Tiefe (über die K-19) schließlich reale Ereignisse auf und dramatisierten diese teilweise.